# 粕谷浩子
粕谷 浩子（かすや ひろこ、1972年 - ）は、日本の雑煮研究家、株式会社お雑煮やさん代表。

## 来歴
香川県に産まれる。転勤族の家庭に育ち、全国各地の雑煮を食べて育ったこともあり、雑煮の多様性に興味を持って調べるようになった。
大東文化大学国際関係学部を卒業後、健康関連商品の訪問販売・通信販売会社に入社する。2001年に中小企業診断士として独立開業する。
2009年にそれまでの仕事を休み、女子栄養短期大学へ入学した。この時点では栄養士の資格を取って食に関連する仕事をするつもりもなく、これまで仕事をしてきたので2年間は好きなことをしようという思いからであった。もともと、食べることと料理が好きで、食べた料理が体の中でどのように栄養分などに変わっていくのかといった生化学的なことを学びたいという考えはあったが、食の分野で好きなことを研究してみたいという思いから浮かんだのが雑煮であった。なお、栄養士、フードスペシャリストの資格は女子栄養短期大学在学中に取得している。
女子栄養短期大学卒業後の2011年4月より2013年3月まで中小企業基盤整備機構にて、地域資源活用事業、農商工連携事業の埼玉県担当チーフアドバイザーとして、商品開発・販路開拓支援を行う。その傍ら、週末には三軒茶屋のバーのアイドルタイムに雑煮の提供を行い、雑煮市場の可能性を実感する。2012年11月から2014年3月までは品川区立武蔵小山創業支援センターのセンター長を務め、起業支援をおこなう。2014年7月には自分自身も起業をしてみようと株式会社お雑煮屋さんを立ち上げる。
調査スタイルは、実際に各地を訪問し、その土地の老人をナンパして雑煮の情報を聞き出す。その土地の銭湯なども情報収集の場として利用する。短期大学の在学中は、現地へ調査へ赴くことはできず、日本各地から人が集まる東京という土地柄を利用して、バスや電車を待っているところで声をかけて話を聞いていた。
2020年4月に東京から九州に住居を移した。
2022年12月時点では滋賀県長浜市在住だが、これも雑煮に入れる餅が丸餅か角餅（切り餅）かの分岐点といわれる関ヶ原の近くに住んで聞き込み調査を行いたいという思いからである。
2023年12月時点では山形県在住である。

## 著作
- お雑煮マニアックス 監修、dancyu編集部（編）、プレジデント社、2016年、ISBN 978-4833475624
- 地元に行って作って食べた日本全国お雑煮レシピ 池田書店、2022年、ISBN 978-4262130699
- 青パパイヤのレシピ 酵素のパワーで元気になる!  +Pプロジェクト (著), 工藤 孝文 (監修)  池田書店、2022年、 ISBN 978-4262130743